# Plantilla 2006-2007 del Real Madrid Club de Fútbol
Els futbolistes que formaven la plantilla del Reial Madrid Club de Futbol durant la temporada 2006/2007 eren els següents:
| N. | Pos. | Nac. | Jugador                                 |
| -- | ---- | --- | --------------------------------------- |
| 1  | POR  | [[Fitxer:Flag of Spain.svg\|23x15px\|border \|alt=Espanya\|link=Selecció de futbol d'Espanya\|{{#if:\|]]                            | Iker Casillas                           |
| 2  | DEF  | [[Fitxer:Flag of Spain.svg\|23x15px\|border \|alt=Espanya\|link=Selecció de futbol d'Espanya\|{{#if:\|]]                            | Míchel Salgado                          |
| 3  | DEF  | [[Fitxer:Flag of Brazil.svg\|23x15px\|border \|alt=Brasil\|link=Selecció de futbol del Brasil\|{{#if:\|]]                           | Roberto Carlos                          |
| 4  | DEF  | [[Fitxer:Flag of Spain.svg\|23x15px\|border \|alt=Espanya\|link=Selecció de futbol d'Espanya\|{{#if:\|]]                            | Sergio Ramos                            |
| 5  | DEF  | [[Fitxer:Flag of Italy.svg\|23x15px\|border \|alt=Itàlia\|link=Selecció de futbol d'Itàlia\|{{#if:\|]]                              | Fabio Cannavaro                         |
| 6  | MIG  | [[Fitxer:Flag of Mali.svg\|23x15px\|border \|alt=Mali\|link=Selecció de futbol de Mali\|{{#if:\|]]                                  | Mahamadou Diarra                        |
| 7  | DAV  | [[Fitxer:Flag of Spain.svg\|23x15px\|border \|alt=Espanya\|link=Selecció de futbol d'Espanya\|{{#if:\|]]                            | Raúl González (Capità)                  |
| 8  | MIG  | [[Fitxer:Flag of Brazil.svg\|23x15px\|border \|alt=Brasil\|link=Selecció de futbol del Brasil\|{{#if:\|]]                           | Emerson                                 |
| 10 | DAV  | [[Fitxer:Flag of Brazil.svg\|23x15px\|border \|alt=Brasil\|link=Selecció de futbol del Brasil\|{{#if:\|]]                           | Robinho                                 |
| 11 | DEF  | [[Fitxer:Flag of Brazil.svg\|23x15px\|border \|alt=Brasil\|link=Selecció de futbol del Brasil\|{{#if:\|]]                           | Cicinho                                 |
| 12 | DEF  | [[Fitxer:Flag of Brazil.svg\|23x15px\|border \|alt=Brasil\|link=Selecció de futbol del Brasil\|{{#if:\|]]                           | Marcelo                                 |
| 13 | POR  | [[Fitxer:Flag of Spain.svg\|23x15px\|border \|alt=Espanya\|link=Selecció de futbol d'Espanya\|{{#if:\|]]                            | Diego López                             |
| 14 | MIG  | [[Fitxer:Flag of Spain.svg\|23x15px\|border \|alt=Espanya\|link=Selecció de futbol d'Espanya\|{{#if:\|]]                            | José María Gutiérrez «Guti» (2n Capità) |
| 15 | DEF  | [[Fitxer:Flag of the Valencian Community (2x3).svg\|23x15px\|border \|alt=València\|link=Selecció de futbol de València\|{{#if:\|]] | Raúl Bravo                              |
| 16 | MIG  | [[Fitxer:Flag of Argentina.svg\|23x15px\|border \|alt=Argentina\|link=Selecció de futbol de l'Argentina\|{{#if:\|]]                 | Fernando Gago                           |

| N. | Pos. | Nac. | Jugador             |
| -- | ---- | --- | ------------------- |
| 17 | DAV  | [[Fitxer:Flag of the Netherlands.svg\|23x15px\|border \|alt=Països Baixos\|link=Selecció de futbol dels Països Baixos\|{{#if:\|]] | Ruud van Nistelrooy |
| 18 | DAV  | [[Fitxer:Flag of Italy.svg\|23x15px\|border \|alt=Itàlia\|link=Selecció de futbol d'Itàlia\|{{#if:\|]]                            | Antonio Cassano     |
| 19 | MIG  | [[Fitxer:Flag of Spain.svg\|23x15px\|border \|alt=Espanya\|link=Selecció de futbol d'Espanya\|{{#if:\|]]                          | José Antonio Reyes  |
| 20 | DAV  | [[Fitxer:Flag of Argentina.svg\|23x15px\|border \|alt=Argentina\|link=Selecció de futbol de l'Argentina\|{{#if:\|]]               | Gonzalo Higuaín     |
| 21 | DEF  | [[Fitxer:Flag of Spain.svg\|23x15px\|border \|alt=Espanya\|link=Selecció de futbol d'Espanya\|{{#if:\|]]                          | Iván Helguera       |
| 22 | DEF  | [[Fitxer:Flag of Spain.svg\|23x15px\|border \|alt=Espanya\|link=Selecció de futbol d'Espanya\|{{#if:\|]]                          | Francisco Pavón     |
| 23 | MIG  | [[Fitxer:Flag of England.svg\|23x15px\|border \|alt=Anglaterra\|link=Selecció de futbol d'Anglaterra\|{{#if:\|]]                  | David Beckham       |
| 24 | DEF  | [[Fitxer:Flag of Spain.svg\|23x15px\|border \|alt=Espanya\|link=Selecció de futbol d'Espanya\|{{#if:\|]]                          | Álvaro Mejía        |
| 25 | DEF  | [[Fitxer:Flag of Spain.svg\|23x15px\|border \|alt=Espanya\|link=Selecció de futbol d'Espanya\|{{#if:\|]]                          | Óscar Miñambres     |
| 26 | MIG  | [[Fitxer:Flag of Spain.svg\|23x15px\|border \|alt=Espanya\|link=Selecció de futbol d'Espanya\|{{#if:\|]]                          | Javi García         |
| 27 | MIG  | [[Fitxer:Flag of Spain.svg\|23x15px\|border \|alt=Espanya\|link=Selecció de futbol d'Espanya\|{{#if:\|]]                          | Rubén de la Red     |
| 36 | MIG  | [[Fitxer:Flag of Spain.svg\|23x15px\|border \|alt=Espanya\|link=Selecció de futbol d'Espanya\|{{#if:\|]]                          | Miguel Ángel Nieto  |
| 38 | DEF  | [[Fitxer:Flag of Spain.svg\|23x15px\|border \|alt=Espanya\|link=Selecció de futbol d'Espanya\|{{#if:\|]]                          | Miguel Torres       |
| 39 | MIG  | [[Fitxer:Flag of Spain.svg\|23x15px\|border \|alt=Espanya\|link=Selecció de futbol d'Espanya\|{{#if:\|]]                          | Borja Valero        |

- Entrenador:  Fabio Capello
- Segon entrenador:  Italo Galbati
- Ajudant tècnic:  José Antonio Grande
- Preparador físic:  Massimo Neri
- Entrenador de porters:  Franco Tancredi
- Director de les categories inferiors:  José Miguel González Martín del Campo
- Sots-director de les categories inferiors:  Abraham García